# Thomas Domingo
Pour les articles homonymes, voir Domingo.

a Compétitions nationales et continentales officielles uniquement.

b Matchs officiels uniquement.
Dernière mise à jour le 12 juillet 2019.
Thomas Domingo, né le 20 août 1985 à Tulle, est un joueur de rugby à XV international français ayant évolué au poste de pilier au sein de l'ASM Clermont Auvergne puis de la Section paloise, avant de prendre sa retraite sportive à l'issue de la saison 2018-2019. 
Formé à l'US Égletons puis à l'US Ussel, Thomas Domingo intègre le pôle espoir du Stade aurillacois avant d'être recruté par l'ASM Clermont Auvergne où il commence sa carrière professionnelle en août 2006. En club, il remporte le championnat de France en 2010 et 2017 et le challenge européen en 2007.
En 2006, il remporte le championnat du monde de rugby à XV des moins de 21 ans. Il honore sa première cape avec l'équipe première du XV de France le 27 février 2009. Lors du Tournoi des Six Nations 2010, il s'impose comme pilier gauche titulaire de l'équipe de France et remporte la compétition en réalisant le Grand Chelem.

## Biographie

### Famille
Thomas Domingo est né le 20 août 1985 à Tulle, préfecture de la Corrèze. Il est originaire de la ville d'Égletons. Son frère aîné, Fabien Domingo, a pratiqué lui aussi le rugby à XV au plus haut niveau, successivement au Stade aurillacois et au CA Brive. Fabien évolue désormais à Tulle. Fin 2011, Thomas et Fabien Domingo lancent leur marque de vêtements Sportswear et Streetwear 416 Rugby et 416 Wear au sein d'une société du nom de 416 Développement fondée en Corrèze aux côtés de 3 autres associés.

### Premières années et champion du monde des moins de 21 ans

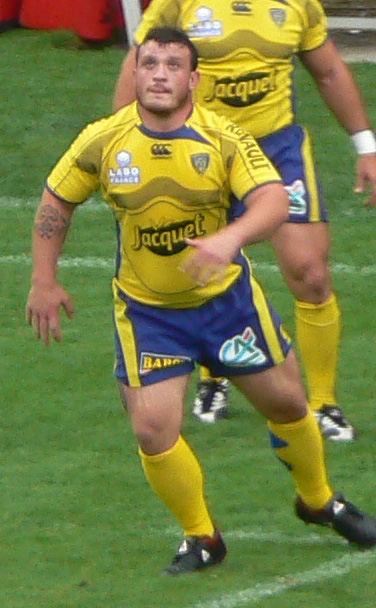
Thomas Domingo avec l'ASM Clermont Auvergne en septembre 2009.

Après des débuts avec l'US Egletons et avec l'US Ussel, Thomas Domingo rejoint les espoirs du Stade aurillacois à 17 ans. Deux ans plus tard, l'ASM Clermont Auvergne le recrute et il intègre le centre de formation du club. En 2006, il remporte le championnat de France Espoirs avec les Jaunards puis le championnat du monde de rugby à XV des moins de 21 ans avec l'équipe de France.
Il se fait remarquer en 2006 lors d'un match contre le RC Narbonne au cours duquel il marque son premier essai en Top 14.

### Première sélection en équipe nationale

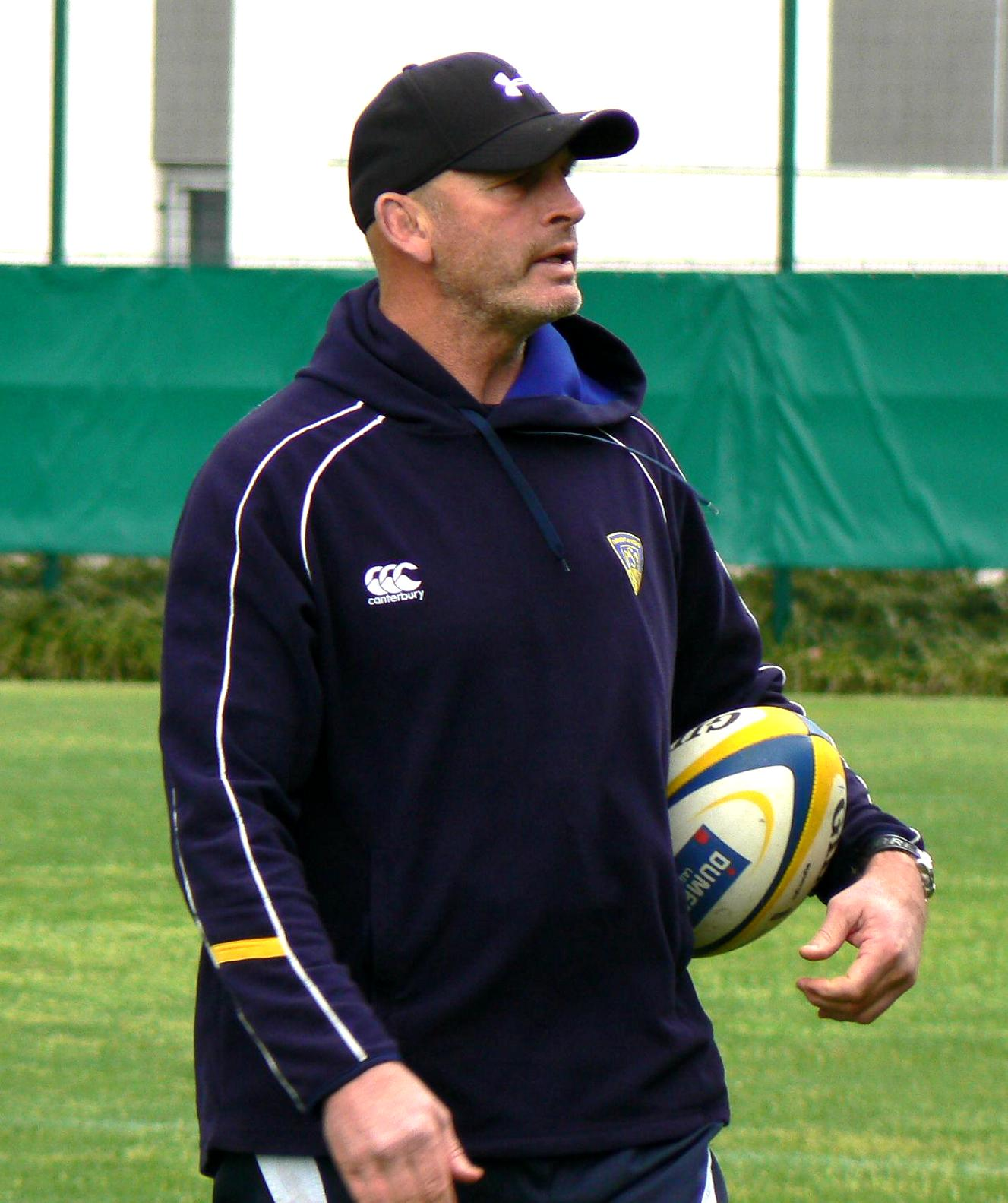
Vern Cotter est le manager de Thomas Domingo de 2006 à 2014.

Thomas Domingo honore sa première cape en équipe de France le 27 février 2009 contre l'équipe du pays de Galles dans le cadre du tournoi des Six Nations. Il garde de cette première sélection une cicatrice au-dessus de l'arcade droite, due à un plaquage à deux effectué avec Maxime Médard. Il participe à trois rencontres de la compétition, toutes en tant que remplaçant, et inscrit son premier essai contre l'Italie. La France termine troisième du tournoi. À nouveau appelé à l'occasion de la tournée d'été 2009, il est le 23e homme lors de la victoire historique de l'équipe de France face aux All Blacks. Il rentre en jeu lors du second test-match mais une blessure aux côtes le contraint à rentrer en France.

### Grand chelem en 2010 puis année noire en 2011

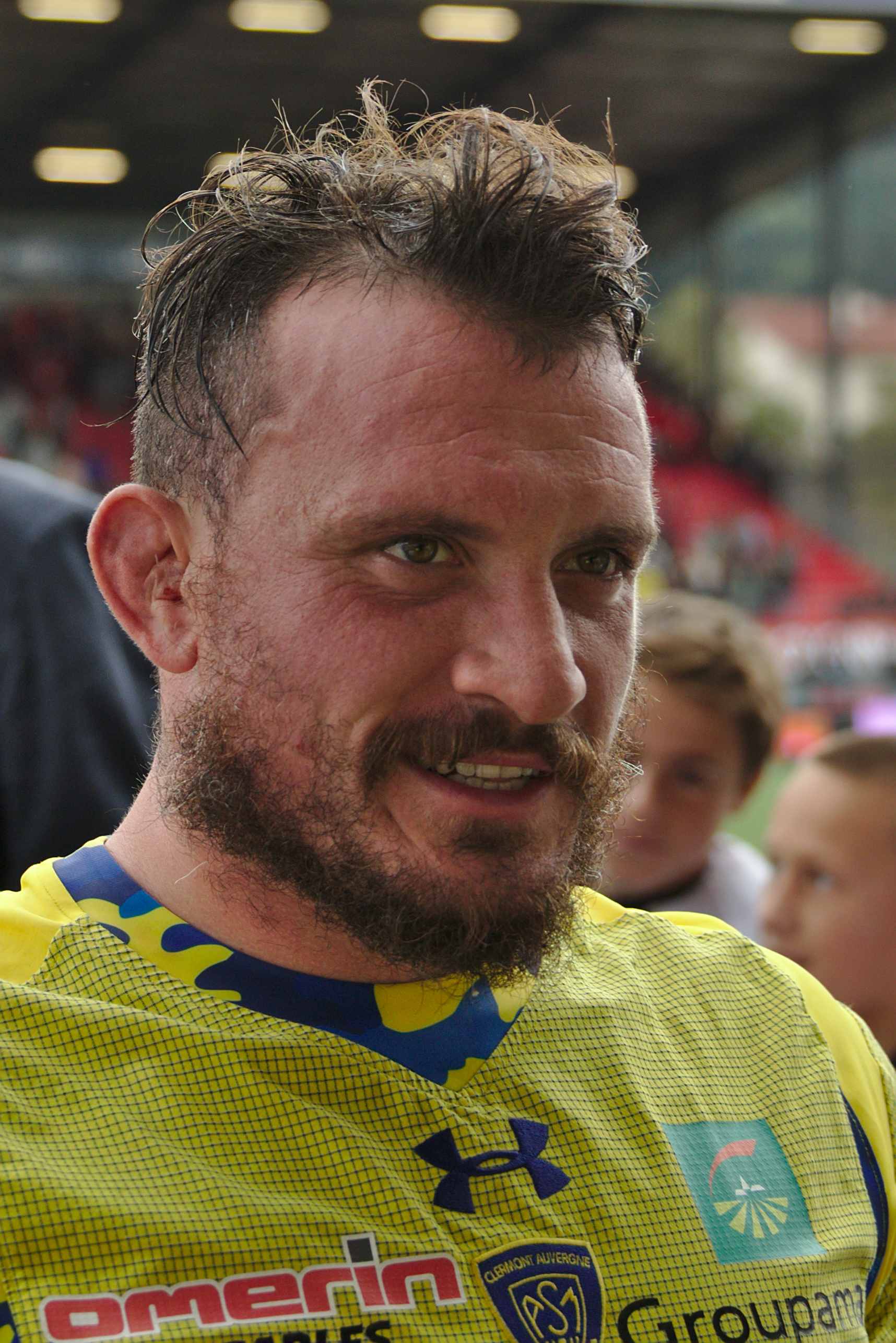
Thomas Domingo avec l'ASM Clermont Auvergne en septembre 2015.

Il est vainqueur du Tournoi des Six Nations 2010 (grand chelem).
Le 2 avril 2011, lors d'une rencontre Clermont-Biarritz, il se blesse gravement au genou droit (rupture des ligaments croisés). Au prix de gros efforts de rééducation, il fait partie durant l'été du groupe préparant la Coupe du monde. Il n'est finalement pas du voyage en Nouvelle-Zélande. Il retrouve le terrain avec son club le 14 octobre. Deux semaines plus tard, le 29 octobre, contre Biarritz encore, il se blesse au genou gauche (rupture du ligament latéral interne et du ligament croisé antérieur).

### Retour en équipe de France puis départ à Pau

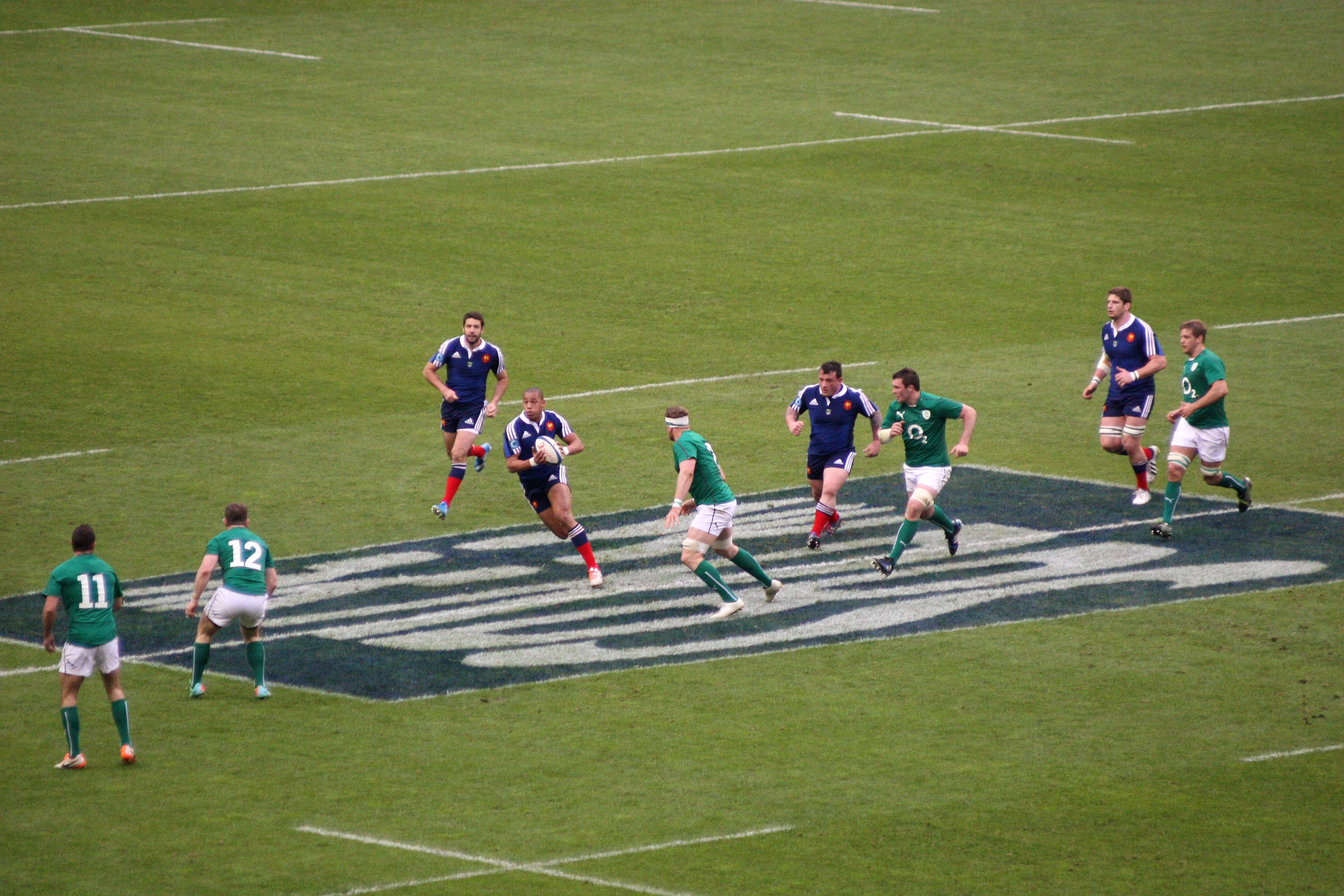
Thomas Domingo (deuxième français à partir de la droite), en soutien de Gaël Fickou, lors du Tournoi des Six Nations 2014 contre l'Irlande.

Le 8 mai 2012, il reprend la compétition à l'occasion d'un match contre Brive. Après quinze mois d'absence, il rejoue en équipe nationale lors d'un test match Argentine-France, à Tucumán, le 23 juin.
Lors de la saison 2016-2017, il est peu utilisé par son club de l'ASM Clermont, il s'engage avec la Section paloise pour rejoindre le club à partir de la saison suivante. Après un début de saison compliquée en 2018-2019, il retrouve un statut de titulaire en club à la suite de l'arrivée de Nicolas Godignon, nouvel entraîneur des avants. Le 15 mai 2019, il annonce son départ à la retraite à la fin de la saison, le 25 mai.

### Entraîneur à Pau
En 2019, il devient entraîneur de la mêlée du club béarnais. Le 9 décembre 2020, les managers Nicolas Godignon et Frédéric Manca prennent du recul et ne dirigent plus la préparation des matchs. Cette mission est alors assurée par Paul Tito, Thomas Domingo et Geoffrey Lanne-Petit. Sébastien Piqueronies est nommé manager du club à partir du 1er mai 2021.

## Palmarès
Thomas Domingo est champion du monde des moins de 21 ans en 2006. La même année, il remporte le championnat de France Espoirs avec l'ASM Clermont Auvergne. En senior, il remporte le Challenge européen en 2007 avec Clermont (sans participer à la finale). Avec l'équipe de France, il réalise le Grand Chelem lors Tournoi des Six Nations 2010.

### En club
Avec l'ASM Clermont Auvergne
- Coupe d'Europe :
  - Finaliste (3) : 2013, 2015 et 2017
- championnat de France :
  - Vainqueur (2) : 2010 et 2017 (Mais ne participe pas à la finale)
  - Finaliste (4) : 2007 (Mais ne participe pas à la finale), 2008, 2009 et 2015

### En équipe nationale

#### Tournoi des Six Nations
| Édition          | Rang | Résultats France | Résultats Thomas Domingo | Matchs Thomas Domingo |
| Six Nations 2009 | 3    | 3 v, 0 n, 2 d    | 2 v, 0 n, 1 d            | 3/5                   |
| Six Nations 2010 | 1    | 5 v, 0 n, 0 d    | 5 v, 0 n, 0 d            | 5/5                   |
| Six Nations 2011 | 2    | 3 v, 0 n, 2 d    | 3 v, 0 n, 1 d            | 4/5                   |
| Six Nations 2013 | 6    | 1 v, 1 n, 3 d    | 1 v, 1 n, 1 d            | 3/5                   |
| Six Nations 2014 | 4    | 3 v, 0 n, 2 d    | 3 v, 0 n, 2 d            | 5/5                   |

## Statistiques

### En club
De 2006 à 2019, Thomas Domingo a disputé 58 matchs en compétition européenne de club (Challenge européen ou Coupe d'Europe) au cours desquels il a inscrit 25 points dont 5 essais. Il a notamment participé à 10 Coupes d'Europe. 

### En équipe nationale
Depuis 2009, Thomas Domingo a disputé 36 matches avec l'équipe de France au cours desquels il a inscrit 1 essai. Il a notamment participé à cinq Tournois des Six Nations (2009, 2010, 2011, 2013 et 2014).